# 終末の過ごし方 -The world is drawing to an W/end-
『終末の過ごし方 The world is drawing to an W/end.』（しゅうまつのすごしかた ザ ワールド イズ ドローイング トゥ アン W/エンド）は、1999年4月9日にアボガドパワーズから発売されたスクリプトノベルAVG。2003年にはDVD版とMSX版、さらに2005年にはDVDPG版が発売され、フルボイス化もされた。

## 概要
本作はあと1週間後に滅亡が確定した世界を舞台としており、そのような状況においても、わずかに残された時で日常を繰り返してしまう人々の1週間を描いている。また、タイトルの「W/end」は、「World」と「Week」のダブルミーニングである。
テキスト上の特徴としては、地の文がト書きで記述されている一方、主人公以外の視点で展開される物語も含まれていることが挙げられており、『美少女ゲームマニアックス』のレビューでは映画のようだとも指摘されている。加えて、ゲーム内の選択肢の数も、ポイントごとに出てくる程度である。
なお、MMX命令に対応しており、対応CPU搭載機種では高速に画面処理が行なわれる。これは、開発当初に作成したクロスフェードが、それまでは秒間2コマ程度だったのが、MMX命令に対応させると秒間12コマ程度と使える結果が出たため、採用したという。

## あらすじ
主人公の耕野知裕や他の登場人物たちも例外ではなく、生徒が1割ほどになってしまった学校を舞台に学生生活を続けている。物語は月曜日で始まり、日曜日で終わるものの、土日はエンディングに割り当てられており、物語の主な舞台は平日の昼間の学校である。

### 香織ルート
知裕は中学2年生の時に宮森香織と付き合っていたが、互いに傷つくことを恐れた結果、関係を解消してしまう。
終末の中、2人は互いの本当の気持ちを伝えあう。

### いろはルート
知裕の知り合いの大村いろはは、世界が消滅に向かう中でも一生懸命生き続けていた。

### 歌奈ルート
いろはの妹分・稲穂歌奈はある悩みを抱えていた。

### 緑ルート
知裕の幼馴染・ 敷島緑は、読書という形で現実逃避をしていたが、ついに知裕へ告白する。

### 千恵子ルート
知裕らの通う学校の陸上部員・ 瑞沢千絵子は、陸上に打ち込むことで現実逃避していた。ある日、知裕の知り合いの風来坊・松原重久が学校を訪れ、千絵子に他の生き方を示す。

### 留希ルート
大塚留希は、知裕らの学校の校門の保健室で「街の保健室」を運営しており、知裕の友人である竹岡多弘を助手としていた。

## 登場人物
音声はDVD-PG版のもの。
耕野知裕（こうのちひろ）
本作の主人公。無気力な性格だが、優劣を決められるのは苦手。かつて陸上部に所属していたが、負傷して現在は活動していない。
宮森香織（みやもりかおり）
声：楠鈴音
知裕の元恋人。上品な雰囲気を漂わせているが、"いい子"にみられるのが苦手であり、性行為抜きの援助交際を繰り返してきた。
大村いろは（おおむらいろは）
声：韮井叶
知裕の知人である天文部員。先天性の心臓の病気によって1年生の時に休学しているため、実際は知裕らより1学年上である。ペースメーカーを使用しているが、留年を経験して以来、ペースメーカーの電池交換を拒否している。
感情表現が苦手であるため、協調性がないように思われている。
敷島緑（しきしまみどり）
声：一色ヒカル
知裕の幼馴染だが、彼を呼び捨てにすることから、良く思われていない。読書好き。
大塚留希（おおつかるき）
声：児玉さとみ
知裕らの学校の校門に保健室の看板を立てかけて、「街の保健室」を運営している女性。7年間付き合っていた恋人がおり、別れた後も終末のどさくさに紛れてその恋人から色々なものをもらっていた。
また、かつては外科医を目指していたが、医療の現状に関して無気力になっている。
瑞沢千絵子（みずさわちえこ）
声：榎津まお
陸上部員。陸上部で期待されていたが、重要な大会で大きなミスを犯した過去を持つ。終末宣言後も、走り込みを続けていた。
稲穂歌奈（いなほかな）
声：金田まひる
いろはの妹分である天文部員。知裕のことを気に入っており、毎回頭突きをしてくる。
松原重久（まつばらしげひさ）
知裕が知り合った、詩人を自称する風来坊。
竹岡多弘（たけおかたひろ）
知裕の知人。開業医の息子だが、父親のことを「母を殺した」として恨んでいる。

## スタッフ
- プログラム：浦和雄
- シナリオ：大槻涼樹
- 原画：小池江里加（現：小池定路）
- 音楽：矢野雅士
- ナレーション：如月葵(DVD-PG版)

## 関連書籍
『終末の過ごし方オフィシャルアートワークス』
1999年7月発売。ISBN 9784881996201。CD版発売後に新声社より刊行された直後に同社が倒産したため、アボガドパワーズには印税が入らないままだった。
DVD版に『終末の過ごし方オフィシャルアートワークス復刻改訂版』として同梱されている。改訂版はCGへの修正が施されているなどの原版との差異があり、エンターブレインの著作権表示がされている。
『終末の過ごし方』（パラダイムノベルス）
1999年8月6日発売。ISBN 9784894900622。パラダイム刊、清水マリコ著。ゲームを一部アレンジした形のノベライズである。

## 反響
本作はヒロイン全員が眼鏡っ子であり、主要男性キャラクターも含めて眼鏡着用率が高いことで注目を集めた。